# 博利亞爾卡 (科羅斯堅區)
50°53′22″N 28°49′55″E / 50.88944°N 28.83194°E
博利亞爾卡（烏克蘭語：Болярка），是烏克蘭的村落，位於該國北部日托米爾州，由科羅斯堅區負責管轄，始建於1890年，面積0.42平方公里，海拔高度186米，2001年人口66。